# سيلينات الصوديوم
سيلينات الصوديوم عبارة عن بودرة بيضاء رمادية عديمة الرائحة تعتبر كشكل من أملاح الصوديوم لحمض السيلينيك، اكتشفها يونس ياكوب بيرسيليوس بعد اكتشاف السيلينيوم بفترة قصيرةعام 1817، استخدامها الأول كان كعوامل ملطخة وملونة للزجاجيات.
على الرغم من كونها مادة كيميائية شديدة السمية إلا أنها مكون شائع لمعظم الفيتامينات وعلف الماشية كمصدر للسيلينيوم نظرا لإمكانية ذوبانها العالية مع ثباتها ونشاطها وتفاعلها المنخفض نسبيا. جلبت الدراسات التي تركز على الآثار البيولوجية من السيلينيوم اهتماما أكبر لسيلينات الصوديوم نظرا لدورها التنظيمي في وظيفة بروتين الفوسفاتاز PP2A. هذا البروتين يلعب دورا هاما في تكوين الأوعية الدموية والذي تم ربطه بنمو الخلايا السرطانية ومرض ألزهايمر التقدم.

## التشكيل والتصنيع
تم الحصول على براءة اختراع في عام 1986، الطريقة الأوللى لعزل سيلينات الصوديوم هي حل السيلينيوم المعدني في حمض النيتريك منتجا حمض السيلينوس. ثم يتم معاملة حمض السيلينوس بهيدروكسيد المعادن القلوية، كربونات المعادن القلوية و/أو بعض أوكسيد/هيدروكسيد المعادن الأخرى لتشكيل سيلينيت المعادن القلوية.
بعد ذلك يتم أكسدة السيلينيت في بيئة قلوية مع الأكسدة على شكل (فوق أوكسيد) بيروكسيد الهيدروجين لتشكيل السيلينات والتي فيما بعد تجفف بالإرذاذ.
المعادلات:
Se + 2HNO3 → H2SeO3 + NO + NO2
H2SeO3 + Na2CO3 → Na2SeO3 + H2O + CO2
Na2SeO3 + H2O2 → Na2SeO4 + H2O.

## الاستخدامات الصناعية

### صناعة الزجاج
- كان واحدا من أقدم التطبيقات المستخدمة من سيلينات الصوديوم هي صناعة الزجاج.
- السيلينوم يشابه نترات البوتاسيوم، حيث يُنتج زجاج ذو لون أحمر.
- سيلينات الصوديوم هي المنتج الأكثر كفاءة من السيلينيوم نظرا لثباتيتها في درجات حرارة عالية.
- يُعالج الزجاج المنصهر مع سيلينات الصوديوم ثم مع ثلاثي أكسيد الزرنيخ للحد من مركب السيلينيوم وتوفير السيلينوم العنصري.
- يستخدم أيضاً سيلينات الصوديوم كعامل نصل (مزيل للون)، إن اللون الأحمر يعطي الزجاج متمم للون الأخضر المقُدم من الاكاسيد الحديدية خلال عملية التصنيع، عند استخدامها معاً فإن المواد الكيميائية في كلا المركبين تؤدي الحصول على زجاج نقي وواضح.

### المبيدات الحشرية
- سيلينات الصوديوم هو عنصر شائع الاستخدام في تكوين المبيدات الحشرية التي تركز على العث (السوس)، المنة (يرقانة حشرة آكلة للورق)، البقة المغبرة (نوع من الحشرات طرية الجسد تفرز مسحوق أبيض).
- كما تستخدم في إبادة الفطريات.
- بالنسبة لمعظم الحشرات، فإن الجرعة 10 ملغ/كغ يكفي أن تكون قاتلة.

## التطبيقات الكيميائية الحيوية (البيوكيميائية)
اُستخدم سيلينات الصوديوم لفترات طويلة فقط لخواصه الملونة للزجاج، ومع ذلك، في عام 1950 أصبح الدور البيولوجي للسيلينيوم مدروسا أكثر وعلى نطاق واسع، وكذلك بدأت المزيد من البحوث تُجرى على سيلينات الصوديوم لتأخذ دورا أكبر في دراسات الأورام/عصبية.

### المستضدات
- اُجريت على سيلينات الصوديم الكثير من الأبحاث مؤخراً حول دور البروتين فوسفاتاز كعامل إزالة فسفرة الذي يحد من اشارات مرحلة ما قبل توعية الجزيئات.
- لقد كان دور تولد الأوعية كعامل محفز في نمو وانتشار الأورام الخبيثة موضوعاً للدراسة واسعة النطاق، وقد أثبتت عقود من البحث أن أنزيمات البروتين كيناز تلعب دوراً رئيسياً في نشاط الأوعية الدموية، هذه الأنزيمات تقوم بعملية عكس الفسفرة التي تتحكم بتوليد الأوعية الدموية مثل الكثير من المحوّلات، ونتيجة لذلك، تم تطوير مجموعة متنوعة من الأجسام المضادة وجزئيات صغيرة من مثبطات الكيناز لاستهداف إشارات مرحلة ما قبل التوعية.
- قامت أبحاث جديدة بالتركيز المتحول والتقصي حول البروتين فوسفاتاز وبالتالي إزالة فسفرة البروتين كيناز.
- أحد الفوسفاتاز داخل الخلوي ذو أهمية خاصة يدعةPP2A، يُظهر PP2A تنظيم البروتينات الأساسية سلبياً للإشارات وعائية المنشأ. خاصة، PP2A له فعالية عالية بتخريب طرق P13K/Akt وMAPK، حيث أثبتت البحوث العلمية أن سيلينات الصوديوم هو محفز مثالي للـ PP2A الذي يُظهر فعالية كبيرة في تثبيط إشارات تكوين الأوعية الدموية.

### التخفيف من آثار تاو
يتم تمييز داء ألزهايمر (AD) الذي يصيب الأدمغة بواسطة اللويحات المحتوية على الأميلوئيد بيتا والتشابك الليفي العصبي المتضمن على تاو ذو الفسفرة الفائقة (NFT5). 
الدراسات المتعلقة بلويحات الأميلوئيد بيتا تم توثيقها بشكل جيد على كل حال، في حين أن الأبحاث على جزيء تاو لا تزال قيد الإنشاء. تشير الدراسات إلى أن سيلينات الصوديوم يقلل فسفرة تاو على حد سواء في التجارب المختبرية والحية. وبالإضافة إلى ذلك، فقد ثبت سريريا دوره في تحسين الذاكرة السياقية والأداء الحركي من خلال منع التنكس العصبي. على وجه التحديد، سيلينات الصوديوم يخفف من آثار تاو المرضيّة للبروتين الفوسفاتاز PP2A. تم العثور على مستويات مرتفعة من هذا البروتين في أدمغة المصابين بألزهايمر. سيلينات الصوديوم له دور رئيسي مثير في ألزهايمر وأشكال أخرى من الخرف ويعد محط الأنظار والتركيز في مزيد من الأبحاث المكثفة.

## القيمة الغذائية
اختياره لمحتواه من السيلينيوم وذوبانيته العالية. يعد سيلينات الصوديوم عنصر مشترك في مجموعة متنوعة من الفيتامينات التي تصرف من دون وصفة طبية. على الرغم من كونه عنصر زهيد في الجسم فإن السيلينيوم بالغ الأهمية لصحتنا وارتبط نقص السيلينيوم بالعديد من القضايا الصحية مثل أمراض القلب وفرط نشاط الغدة الدرقية، وضعف الجهاز المناعي. وبالإضافة إلى ذلك، داء كيشان Keshan، داء كاشين بيك، والقماءة المتوطنة Myxedmatous كلها مرتبطة بنقص السيلينيوم. في المقابل، التعرض المفرط للسيلينيوم في النظام الغذائي يؤدي إلى حالة تعرف باسم التسمم بالسيلينوم. التسمم بالسيلينوم يحدث في مستويات دم أكبر من 100 ميكروغرام/ديسيلتر. وتشمل الأعراض اضطرابات الجهاز الهضمي، وفقدان الشعر، والأظافر بقع بيضاء، رائحة التنفس كرائحة الثوم، والتعب، والتهيج، وتلف الأعصاب خفيف.
أصبح نقص السيلينيوم في الثروة الحيوانية قضية مهمة في السنوات الأخيرة بسبب عدم وجود السيلينيوم في التربة. سيلينات الصوديوم وسيلينيت الصوديوم كلاهما من المكونات المشتركة في بريمكس (العلف الحيواني). لا فرق مثبت في كلا المركبين في كمية السيلينيوم الممتص. نظمت إدارة الغذاء والدواء محتوى علف الحيوانات بألا يحتوي أكثر من 5 جزء في المليون من السيلينيوم. نشأ جدل في عام 2009 عندما توفي مجموعة من 21 خيل في لعبة بولو الخيول بسبب التسمم بالسيلينيوم عندما مزجت الصيدلية بشكل غير صحيح المتممات الغذائية. أثارت الوفاة والتغطية الإعلامية التالية استعراضا للنظام الغذائي الحيواني الضروري والتي يجب أن تكون نهائية وقاطعة.

## السمية
تصنف ال إدارة الغذاء والدواء والاتحاد الأوروبي سيلينات الصوديوم على أنها مادة كيميائية سامة، وفي المقام الأول إذا ما تم ابتلاعها أو استنشاقها. وأظهرت التجارب على الفئران أن جرعة 1.6 ملغ/كغ يمكن أن تكون قاتلة. يمكن أن يسبب التعرض المزمن للسيلينات الصوديوم تلف شديد في الرئة، الكلى، والكبد.
في دراسات التقصي في خصائص المستضد وجرعة سيلينات الصوديوم، أبدى المرضى تحملا جيدا لجرعات تصل ل45 ملغ يوميا مع أقصى جرعة تحمل 60 ملغ يوميا. وتشمل الآثار الجانبية اضطراب الأظافر، والثعلبة، وتشنجات العضلات، والغثيان. يلاحظ زيادة الآثار الجانبية، خاصة الغثيان والتعب، عند تجربة جرعات أعلى ولكن تعزى إلى تراكم السيلينيت.